# Protesterna i Burma 2007

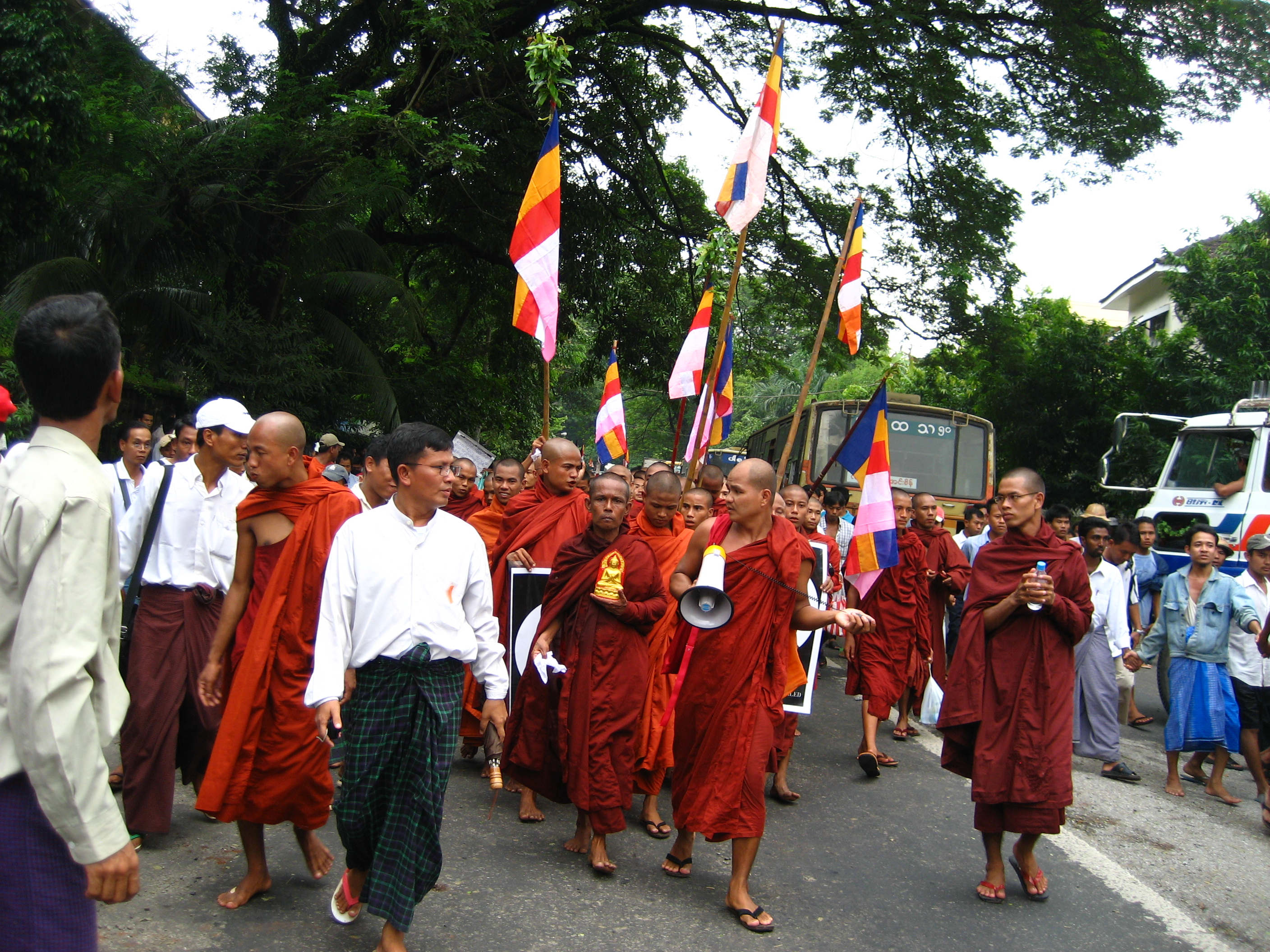
Munkar i protesttåg den 24 september 2007

Protesterna i Burma 2007 (även kallad saffransrevolutionen) var en våg av protester mot militärjuntan State Peace and Development Council i Myanmar som startade den 15 augusti 2007 sedan regeringen valt att höja bensinpriset med närmare 50 % och gaspriset som nästan alla bussar drivs på med hela 500 procent. I spetsen för demonstrationerna har landets buddhistiska munkar och nunnor gått. Den 24 september deltog cirka 100 000 personer i demonstrationståget, vilket därmed var den största protesten i landet på tjugo år. Konflikten trappades upp samma kväll när ministern för religiösa frågor, brigadgeneral Thura Myint Maung, efter möte med religiösa ledare förklarat att protesterna var olagliga och att regeringen skulle vidta åtgärder ifall protesterna inte slutade.

## Händelseförlopp

### De första demonstrationerna
Den 5 september 2007, avbröt burmesiska militärer med våld en fredlig demonstration i Pakokku och skadade tre munkar. Dagen efter tog andra munkar regeringsrepresentanter som gisslan, som hämnd. De krävde en offentlig ursäkt före den 17 september, men militären vägrade. Detta var gnistan till tilltagande demonstrationer med många munkar inblandade, samt ett förbud för militärer att deltaga i religiösa ceremonier. Munkarnas roll i demonstrationerna har varit betydande då de allmänt behandlas med stor respekt av civilbefolkningen och militären. Efter dessa händelser började protester sprida sig i hela Burma, däribland i Yangon (förut känt som Rangoon), Sittwe, Pakokku och Mandalay.

### Upptrappning av konflikten
Den 22 september demonstrerade två tusen munkar i Yangon, tiotusentals i Mandalay, och ytterligare andra i fem större städer i Burma. De som demonstrerade i huvudstaden tilläts att passera nobelpristagaren i fred, oppositionsledaren Aung San Suu Kyi. Trots att hon fortfarande hölls i husarrest gjorde hon ett kort framträdande vid dörröppningen för att ta emot munkarnas välsignelser.
Den 23 september anslöt sig 150 nunnor till protesterna i Yangon. Samma dag demonstrerade 15 000 munkar och lekmän genom Yangons gator, under den sjätte dagen av den allt mer upptrappade fredliga protesten mot militärjuntan. Munkarna har gemensamt svurit att fortsätta protesterna så länge som militärjuntan sitter kvar vid makten.

#### 24 september

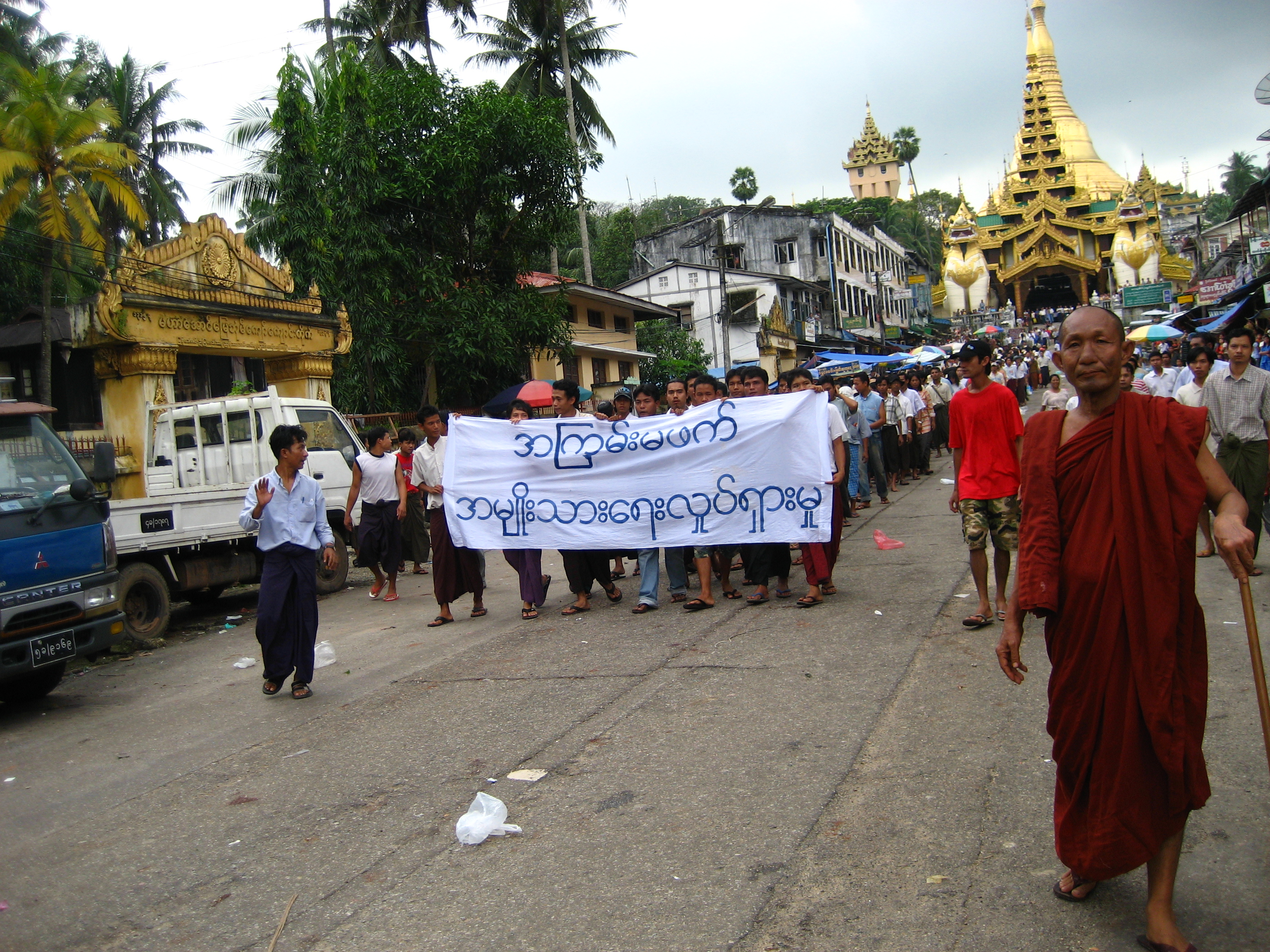
Civila demonstranter den 24 september

Den 24 september rapporterade ögonvittnen om mellan 30 000 - 100 000 människor som demonstrerade i Yangon, vilket gör protesten till den mest omfattande under de senaste tjugo åren. BBC rapporterade att två lokalt välkända skådespelare, komikern Zargana och filmstjärnan Kyaw Thu, tidigt på månaden reste till Yangons gyllene Shwedagon Pagoda för att erbjuda munkarna mat och vatten innan demonstrationen. Demonstrationer pågick samtidigt i minst 25 städer runt i Burma, med upp till kilometerlånga kolumner av munkar.
I slutet av demonstrationen ankom uppskattningsvis 1 000 munkar till Aung San Suu Kyis hem, där de av polisen hindrades från att besöka henne. De sjöng böner samtidigt som de fredligt avlägsnade sig. Senare samma dag varnade juntans religionsminister, Thura Myint Maung, de ledande munkarna att inte överträda sina "regler och begränsningar". Det har spekulerats om att juntan behöll sitt relativa lugn endast på grund av att bibehålla relationerna med Kina, som är Burmas största handelspartner.
Samma dag välsignade Dalai Lama munkarnas strävan efter frihet och demokrati.

#### 25 september
Den 25 september införde juntan ett nattligt utegångsförbud i landets två största städer Mandalay och Rangoon. Rangoon ställdes även under militär kontroll de närmaste sextio dagarna.

### Juntan reagerar

#### 26 september
Den 26 september använde militären för första gången under konfliktens gång våld mot de demonstrerande munkarna. Ett antal munkar och andra hade valt att demonstrera trots myndigheternas beslut om förbud mot folksamlingar. Minst tre personer ska ha dödats och över hundra skadats när säkerhetstrupper öppnat eld.
Burmesisk opposition i Paris uppgav 26 september att Aung San Suu Kyi söndagen den 23 september flyttats från sin husarrest till ett fängelse.

#### 27 september

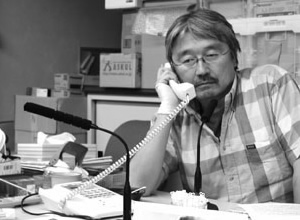
Kenji Nagai, en japansk reporter, tros vara den första utlänning som dödats i protesterna.

Under natten till den 27 september genomförde militären razzior i kloster i Yangon och grep flera munkar. Två ledare för oppositionspartiet Nationella demokratiska förbundet greps även under natten . Den japanska fotografen Kenji Nagai sköts ner av burmeisk militär när han befann sig mitt bland en grupp demonstranter och blev den första utländska medborgaren att dö under protesterna.

#### 28 september
Den 28 september rapporterades det om att de burmesiska myndigheterna stängt av tillgången till Internet för att förhindra att bilder och rapporter om situationen läcker ut till omvärlden.
Enligt uppgifter från Norska Burmakommittén ska även landets general, Than Shwe, flytt landet. Han ska bland annat ha setts i Bangkoks flygplats. Uppgifter har även kommit om att familjen till militärledaren har flytt till Dubai, där de bor på lyxhotell.
Svenska utrikesdepartementet hävdar att, enligt en "mycket trovärdig källa", det låg minst trettio ihjälskjutna människor uppradade på marken. Oppositionskällor menar att antalet döda kan vara så högt som 200.
Till skillnad från andra dagar fanns det knappast några munkar ute på gatorna överhuvudtaget. Man tror att militären har omringat hela området där templen finns, för att förhindra munkarna att återigen ta sig ut på gatorna och demonstrera.

#### 29 september
Under lördagen den 29 september började internet fungera i Burma igen. Men allt färre vågar sig ut på gatorna och demonstrera efter de senaste dagarnas våldsamheter från Burmas militär.
En rapport varnade om att militären kommer att försöka "lura FN-sändebudet genom att be sina anhängare genomföra en låtsasdemonstration, mot de verkliga demonstrationerna. SPDC-anhängare kommer även att tvinga civilpersoner att delta i detta." Samma källa hävdar att det är obligatoriskt för minst en medlem i varje familj att befinna sig i specifika stadsdelar. Med tanke på utslagningen av internet, ber nu en grupp "generation 88-aktivister" FN, och USA:s och Storbritanniens ambassader i Yangon att öppna en en-sidas internettjänst via Wi-Fi, för att kunna överföra fotografier till omvärlden. Källan bekräftar även, med stöd av olika källor, att soldater och polis har fått order om att inte skjuta mot folkmassorna idag. Det har även framkommit uppgifter om att FN-sändebudet kommer att träffa Maung Aye, den näst högste chefen i juntan.
BBC har rapporterat om att flera hundra människor har samlats i Yangon och att ögonvittnen har berättat om hur demonstranter omringas av säkerhetsstyrkor och promilitära pöbelhopar. FN:s speciella sändebud, Ibrahim Gambari, har anlänt till Yangon och förväntades flyga direkt till Naypyidaw för att tala med juntans generaler. Ögonvittnen har enligt BBC berättat att över 1 000 personer demonstrerade mot regeringen. Det finns uppgifter om att våld har förekommit; den franska nyhetsbyrån AFP hävdade att säkerhetsstyrkor anföll en grupp på omkring 100 demonstranter på Pansoedan-bron i centrala Yangon.
Uppskattningsvis 5 000 personer samlades i Mandalay för att demonstrera. Militären uppges ha låst och omringat de flesta kloster för att förhindra ytterligare inblandning från munkarnas sida. Människor samlades på 80:e, 84:e, 35:e och 33:e gatan, innan de förenades. Tre militärlastbilar följde efter dem och försökte avbryta demonstrationen, och arresterade en student som försökte korsa gatan framför dem. Militären tvingade munkar utanför Mandalay att återvända till sina födelseorter och betalade för deras transport. Man höll även uppsikt över NLD-ledarnas hem. Fredliga demonstrationer uppgavs ha ägt rum i Mandalay, ingen skottlossning rapporterades. Klostret Ngwe Kyar Yan i södra Okkalarpa som några dagar tidigare utsatts för en räd, reparerades för att undanskaffa bevis.

#### 30 september
Den 30 september hävdade den svenska diplomaten Liselotte Agerlid att "militärdiktaturen vann och hoppet är ute för en ny generation burmeser." Samtidigt har en burmesisk överste, som sökte asyl i Norge, rapporterat om att antalet dödsfall antagligen är flera tusen.

#### 1–7 oktober
Den 7 oktober publicerade Aftonbladet en artikel med en ögonvittnesrapport från en 18-årig munk som berättar om hur soldater tvingade sig in i kloster och misshandlade munkar, och hur ångerfulla soldater senare gråtandes bad om förlåtelse.

## Omvärldens reaktioner

### Mellanstatliga reaktioner
Burmas främsta handelspartner Kina är det land som anses ha störst inflytande på Burmas styrande militärjunta. Kina gjorde avvaktande uttalanden där de förklarade sin policy att inte lägga sig i andra länders interna angelägenheter. USA:s president George W. Bush tillkännagav att USA skärpte sina ekonomiska sanktioner mot Burma. Ryssland har kommenterat att det handlar om en intern angelägenhet i Burma. Japan har krävt en fullständig förklaring av de dödsfall som inträffat, och hotat med att upphöra med sitt ekonomiska bistånd. FN:s säkerhetsråd tog upp krisen i Burma under kvällen den 26 september. Säkerhetsrådets möte ledde till en uppmaning till Burmas ledare att ta emot FN:s sändebud. Förslag om sanktioner mot Burma blev inte aktuellt eftersom Kina, som har vetorätt i säkerhetsrådet, motsatte sig detta med hänvisning till att konflikten är en intern angelägenhet. 

### Övriga organisationers reaktioner
Den 24 september startades gruppen "Support the Monks' protest in Burma" på nätgemenskapen Facebook. Det blev en av de mest snabbast växande grupperna på Facebook.
- 24/09/2007 3.500 medlemmar[35]
- 25/09/2007 6 000 medlemmar
- 26/09/2007 12 000 medlemmar
- 27/09/2007 30 000 medlemmar
- 28/09/2007 73 000 medlemmar[34]
- 30/09/2007 217 000 medlemmar
- 01/10/2007 255 000 medlemmar
- 02/10/2007 291 000 medlemmar
- 03/10/2007 315 000 medlemmar
- 04/10/2007 349 000 medlemmar[36]

Den 27 september uppmanade även den regionala internationella organisationen Association of Southeast Asian Nations att Burmas regering skall upphöra med våldet. Åtgärden är unik eftersom ASEAN av tradition inte brukar kritisera någon av sina medlemsländer.
Den 28 september startades ett massutskick av sms av medieorganisationen Democratic Voice of Burma, med sitt huvudkontor i Oslo. Man uppmanar i sms:en människor att ta på sig röda tröjor för att visa sitt stöd för protesten.
Sydafrikas förre ärkebiskop Desmond Tutu uppmanar att ett flertal länder bör bojkotta OS i Kina 2008 om inte Kina går med på sanktioner mot Burma. Carl Bildt, som befann sig i New York vid Tutus uttalande, kommenterade det: "Jag tycker inte att man ska blanda ihop idrott och politik."
Den 29 september anlände FN:s särskilda sändebud Ibrahim Gambari till Burma för att förmå ledarna att inte bemöta demonstrationerna med våld.